# Édouard Gaussorgues
Pour les articles homonymes, voir Gaussorgues.
Édouard Gaussorgues est un magistrat, avocat et homme politique français, né le 7 décembre 1857 à Anduze et mort le 8 août 1909 à Nîmes. 

## Biographie
Simon Samuel Édouard Léonce Gaussorgues, après ses études de droit à la Faculté d'Aix, se fait inscrire comme avocat au barreau de Nîmes en 1878. Nommé substitut du procureur de la République près le tribunal civil d'Apt (1880), puis d'Orange (1882), il quitte la magistrature en 1883 en représailles du retrait de sa candidature au Conseil général du Gard exigé par le Ministère Ferry et redevient avocat.
Sa carrière politique démarre réellement en 1885 par son élection comme député du Gard pour quatre ans.
Il est élu conseiller général du Gard pour le canton d'Anduze de 1895 à sa mort et assure la vice- présidence du Conseil général à partir de 1902.
Il est aussi bâtonnier de l'ordre des avocats de Nîmes entre 1907 et 1909. Il meurt en cours de mandat.

### Sources
- « Édouard Gaussorgues », dans Adolphe Robert et Gaston Cougny, Dictionnaire des parlementaires français, Edgar Bourloton, 1889-1891 [détail de l’édition]
- « Gaussorgues (Édouard) », dans Dictionnaire biographique du Gard, Paris, Flammarion, coll. « Dictionnaires biographiques départementaux » (no 45), 1904 (BNF 35031733), p. 285-287.
- [Kirschleger 2020] Pierre-Yves Kirschleger, « Gaussorgues », dans André Encrevé et Patrick Cabanel (dir.), Dictionnaire biographique des protestants français de 1787 à nos jours : D-G, t. II, Paris, Max Chaleil, 2020 (ISBN 978-2-8462-1288-5), p. 779.